# Трайн (Баварія)
Трайн (нім. Train) — громада в Німеччині, знаходиться в землі Баварія. Підпорядковується адміністративному округу Нижня Баварія. Входить до складу району Кельгайм. Складова частина об'єднання громад Зігенбург.
Площа — 10,15 км2. Населення становить 1890 ос. (станом на 31 грудня 2020).

## Галерея

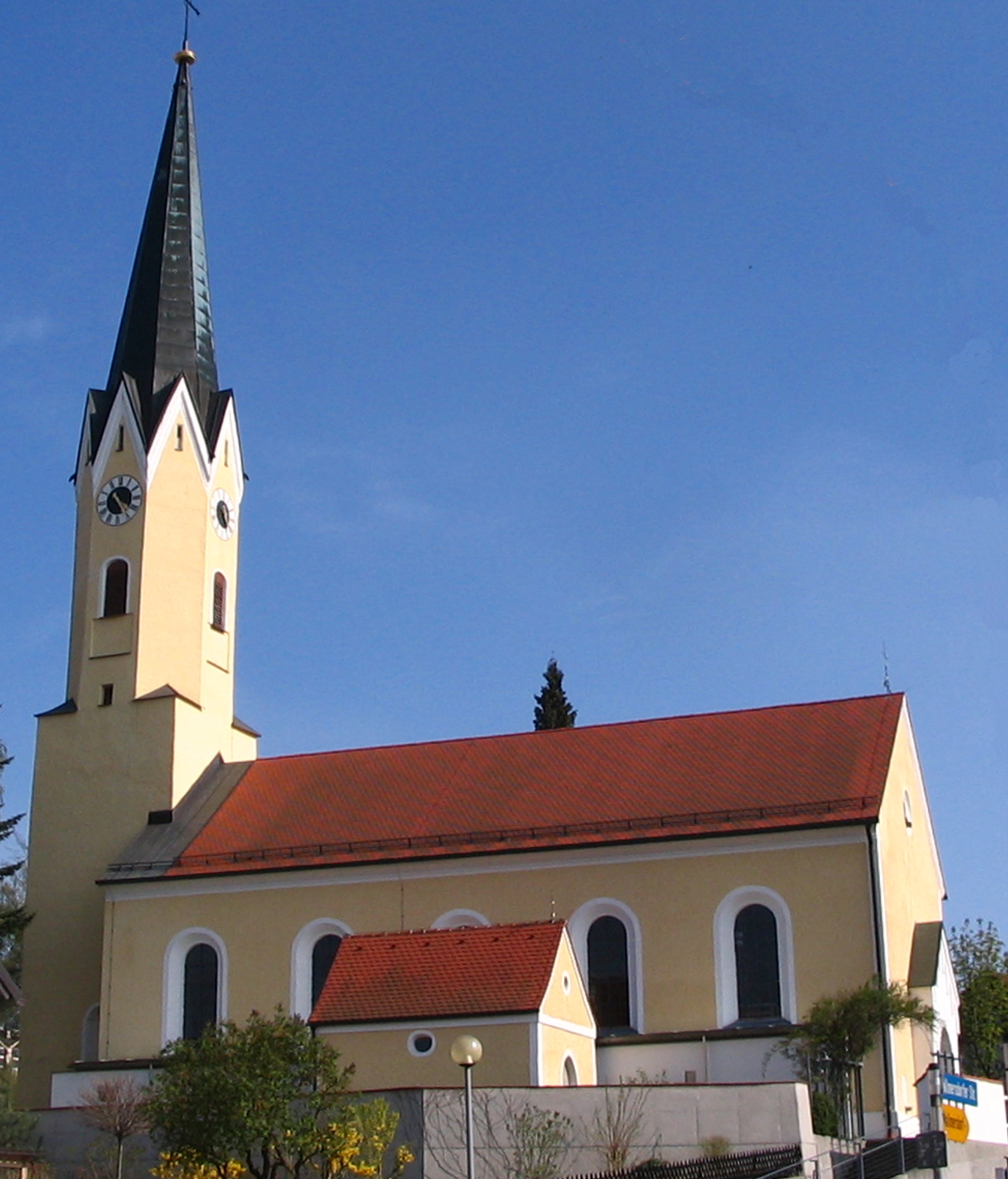
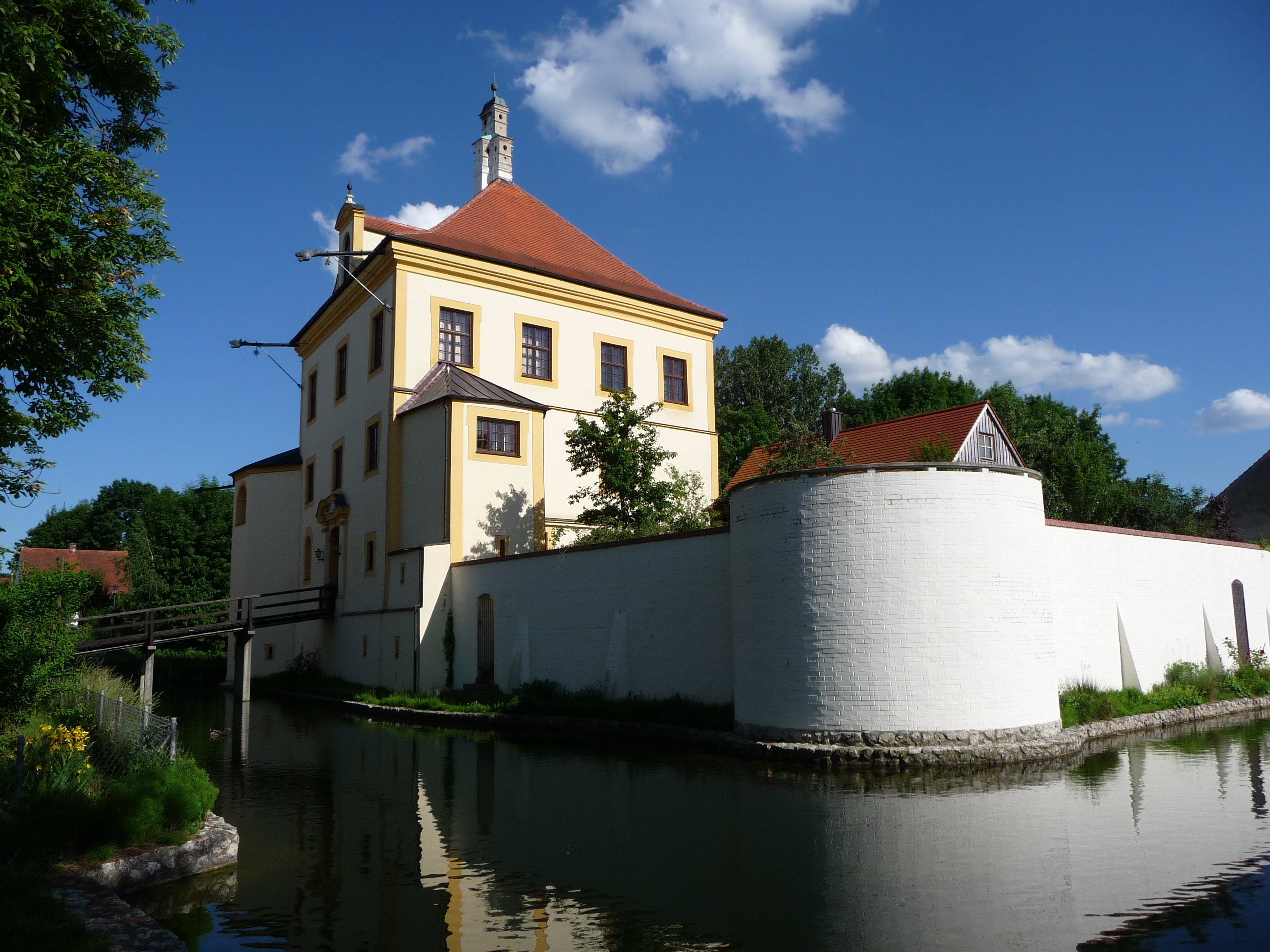